# Зојкендорф
Зојкендорф (њем. Seukendorf) општина је у њемачкој савезној држави Баварска. Једно је од 14 општинских средишта округа Фирт. Према процјени из 2010. у општини је живјело 3.173 становника. Посједује регионалну шифру (AGS) 9573126.

## Географски и демографски подаци
Зојкендорф се налази у савезној држави Баварска у округу Фирт. Општина се налази на надморској висини од 328 метара. Површина општине износи 8,5 km². У самом мјесту је, према процјени из 2010. године, живјело 3.173 становника. Просјечна густина становништва износи 374 становника/km².

## Међународна сарадња
| Мјесто        | Држава    | Врста сарадње | Од    |
| ------------- | --------- | ------------- | ----- |
|               | Француска | партнерство   | 2003. |
| Санкт Валбург | Италија   | партнерство   | 1984. |
| Маутерндорф   | Аустрија  | партнерство   | 1982. |
| Извор         |           |               |       |